# Tour Mercantil
La tour Mercantil (Torre Banco Mercantil ou El Edeficio Mercantil en espagnol) est un gratte-ciel de la ville de Caracas au Venezuela. Avec 179 mètres de hauteur et 40 étages, c'est l'un des plus hauts édifices de la ville et le 4e du pays. Cet immeuble de bureaux, dont la construction a duré de 1979 à 1984, abrite l'une des principales institutions financières du pays, Banco Mercantil auquel il doit son nom. Il est situé avenue Andrés-Bello.